# بئسییو
بئسییو (به اسپانیایی: Boecillo) یک شهرستان در اسپانیا است که در استان وایادولید واقع شده‌است.